# Livermório
O livermório é um elemento químico sintético, símbolo Lv, número atômico 116 (116 prótons e 116 elétrons), com provável massa atómica de [292] u, pertencente ao grupo 16 (VIA) da tabela periódica. O nome foi adotado pela IUPAC em 31 de maio de 2012. Antes disso era conhecido pelo nome sistemático Unun-héxio (Uuh).
É um elemento transurânico, radioativo, superpesado, provavelmente metálico, sólido e com aspecto prateado. A descoberta foi relatada por cientistas norte-americanos em 1999 e russos em 2001.

## História
Em 1999, pesquisadores do Laboratório Nacional de Lawrence Livermore anunciaram o descobrimento do elemento 116, em um artigo publicado na revista norte-americana Physical Review Letters, explicando o decaimento α de um átomo de maior número atômico. No ano seguinte, publicaram uma retratação depois de não conseguirem obter novamente o elemento em laboratório. Em junho de 2002, o diretor do laboratório anunciou que os dados experimentais foram distorcidos pelo autor Victor Ninov.
Em junho de 2000, do Instituto Conjunto de Pesquisa Nuclear, na cidade de Dubna (Rússia), realizaram estudos que descreviam o decaimento-α do isótopo 292Fl que era produto da reação de fusão um núcleo de 248Cm quando bombardeados com íons de 48 Ca acelerado por um cíclotron, obtendo como subproduto 4 nêutrons. Tem tempo de meia-vida de cerca de 6 milésimos de segundo (0,006 segundos). Após isso, tem um decaimento α em  288Fl - (Fleróvio) -, seguido por mais dois átomos de menor número atômico para mais tarde ter uma fissão espontânea.
Novos experimentos foram feitos entre o final de 2000 e início de 2001, mas estes não conseguiram reproduzir novamente o átomo.
Em outubro de 2006 foi anunciado que por três vezes, bombardeando átomos de califórnio-249 com íons de cálcio-48 produziram ununóctio (elemento 118), que então decaiu para livermório em milissegundos  Confirmado isso, a síntese do elemento 116 havia então sido demonstrada conclusivamente.
A reação de obtenção do livermório é:
{\displaystyle \,_{96}^{248}\mathrm {Cf} +\,_{20}^{48}\mathrm {Ca} \,\to \,_{116}^{292}\mathrm {Lv} +4\;_{0}^{1}\mathrm {n} \;}
Decai em 47 milissegundos para um isótopo previamente identificados do elemento 114, fleróvio.
{\displaystyle \,_{116}^{292}\mathrm {Lv} \to \,_{114}^{288}\mathrm {Fl} \,+\,_{2}^{4}\mathrm {He} \;}
Por sua instabilidade, reduzido tempo de meia-vida e dificuldade de coleta, não existem aplicações industriais ou comerciais para este elemento e sua implementação é relegada apenas para pesquisa científica.

## Propriedades químicas previstas
Espera-se que o livermório seja o quarto membro da série de 7p de elementos químicos e o membro mais pesado do grupo 16 (VIA) na Tabela Periódica, abaixo do polônio. Embora seja o teoricamente menos estudado dos elementos 7p, sua química é esperada para ser bastante semelhante à do polônio. O estado de oxidação do grupo +6 é conhecido em todos os calcogênios para além do oxigênio, que carece de orbitais d disponíveis para expandir seu octeto e ele é também um dos mais fortes agentes oxidantes entre os elementos químicos. O oxigênio é assim limitado a um estado de oxidação máximo de +2, exibido unicamente no difluoreto OF2, uma vez que o flúor é o único elemento mais eletronegativo que o oxigênio. O estado +4 é conhecido nos elementos enxofre, selênio, telúrio e polônio, passando por uma mudança em termos de estabilidade de redutor em enxofre(IV) e selénio(IV) para ser o estado mais estável de telúrio(IV) e ser um oxidante em polônio(IV). Isto sugere uma estabilidade decrescente para os estados de oxidação mais elevados à medida que o se desce pelo grupo, devido à importância crescente dos efeitos relativísticos, especialmente o efeito do par inerte. O estado de oxidação mais estável do livermório deve, portanto, ser o +2, com um estado de oxidação +4 bastante instável. O estado +2 deve ser aproximadamente tão fácil de formar quanto o do berílio e magnésio, e o estado +4 só deve ser atingido com ligantes fortemente eletronegativos, tais como o flúor no fluoreto de livermório(IV)  (
LvF4). O estado +6 não deverá ocorrer em nenhum composto deste elemento devido à  estabilização muito forte dos elétrons 7s, tornando o núcleo de valência do Lv com apenas quatro elétrons disponíveis. Os calcogênios mais leves são também conhecidos por formarem um estado -2 como por exemplo nos íons óxido (O-2), sulfeto (S-2), seleneto (Se-2), telureto (Te-2) e poloneto (Po-2); devido à desestabilização da subcamada 7p3/2 do átomo de Lv, o estado -2 deve ser muito instável e portanto sua química deve ser essencialmente catiônica, embora os subníveis de energia maiores do Lv em comparação com os do polônio deverão estabilizar ligeiramente o íon livermoreto, Lv-2.
O hidreto de livermório ou livermorano (
LvH2) seria o mais pesado dos hidretos de calcogênios e o homólogo mais pesado da água (os mais leves sendo (
H2S, 
H2Se,   {{chem|H|2|Te}} e 
PoH2), no entanto seria instável, decompondo-se com facilidade e facilmente oxidável. O polano (hidreto de polônio, 
PoH2) é um composto mais covalente do que a maioria dos outros hidretos metálicos porque o polônio fica na fronteira entre metais e metaloides e tem algumas propriedades não metálicas: é intermediário entre um halogeneto de hidrogênio como ácido clorídrico (HCl) e um hidreto metálico como estanano (
SnH4). O livermorano deve continuar esta tendência: deverá ser um hidreto ao invés de um livermoreto, mas ainda seria um composto covalente molecular.

## Propriedades físicas e atômicas
Na tabela periódica o livermório é um membro do grupo 16, os calcogênios, abaixo de oxigênio, enxofre, selénio, telúrio e polônio. Cada calcogênio anterior tem seis elétrons em sua camada de valência, formando uma configuração de elétrons de valência ns2 np4. No caso do livermório, a tendência deve continuar e a configuração dos elétrons de valência é esperada para ser 7s2 7p4; [1] , portanto, Lv terá algumas semelhanças com seus  congêneres mais leves. É provável que surjam diferenças; um grande efeito de contribuição é a interação spin-órbita (SO), uma interacção mútua entre movimento e o spin dos elétrons. estes efeitos são especialmente fortes para os elementos superpesados, porque os seus elétrons se movem muito mais rápido do que em átomos leves, a velocidades comparáveis à velocidade da luz . [4] Em relação aos átomos de livermório, há uma maior estabilização dos elétrons 7s e 7p, que ficam mais próximos ao núcleo, estabilizando os elétrons correspondentes, mas dois dos níveis de energia de elétrons 7p são estabilizadas mais do que os outros quatro. [35] A estabilização dos electrões 7s é chamado efeito par inerte, e o efeito de "rasgar" a subcamada 7p para partes mais estabilizadas e partes menos estabilizadas é chamada de divisão de subcamada. Químicos computacionais vêem a separação como uma mudança do segundo número quântico l (azimutal) de 1 para 1/2 e 3/2 para as partes mais e menos estabilizadas da subcamada 7p, respectivamente: a subcamada 7p1/2  actua como um segundo par inerte, embora não tão inerte quanto os elétrons 7s, enquanto a subcamada 7p3/2 pode facilmente participar em reações químicas. [1] [4] [b] Para muitos fins teóricos, a configuração de electrões de valência pode ser representada de modo a reflectir a divisão subcamada 7p como 7s2 7p1/22 7p3/22 . [1]  
Os efeitos par inertes no Lv deve ser ainda mais forte do que para o polônio e, portanto, o estado de oxidação +2 torna-se mais estável do que o estado +4, o que iria ser estabilizado apenas por ligantes mais electronegativos; isso se reflete nas energias de ionização esperadas do livermório, nas quais existem grandes lacunas entre a segunda e terceira energias de ionização (correspondentes ao rompimento da subcamada 7p1/22 não reativa) e quarta e quinta energias de ionização. [3] De fato, os elétrons 7s deverão ser inertes, de forma que o estado +6 não será possível de ser atingido. [1] Os pontos de fusão e ebulição do Lv são esperados para continuar as tendências observadas quando se desce pela família dos calcogênios; assim o livermório deverá fundir-se a uma temperatura mais elevada do que o polônio, mas entrar em ebulição a uma temperatura mais baixa. [2] Também deve ser mais denso do que o polônio (Lv =12,9 g/cm3; Po = 9,2 g/cm3).

## Nome definitivo
Unun-héxio era um nome temporário recomendado pela IUPAC para o elemento 116. Alguns cientistas do Instituto Conjunto de Pesquisa Nuclear haviam proposto o nome "Flyorovium" para este elemento - em homenagem a G. N. Flyorov, diretor do grupo que sintetizou elementos 102 a 110.
Em 8 de dezembro de 2011, a Divisão de Química Inorgânica da IUPAC confirmou o nome e o símbolo desse elemento. O nome definitivo escolhido foi livermório (Lv), em menção ao Laboratório Nacional da cidade de Livermore, na Califórnia. Assim, após a adesão à tabela periódica, os nomes livermório e fleróvio (o elemento 114, antigamente denominado ununquádio) foram aprovados e anunciados em 31 de maio de 2012 pela União Internacional de Química Pura e Aplicada.